# Мендота Хајтс (Минесота)
Мендота Хајтс (енгл. Mendota Heights) град је у америчкој савезној држави Минесота.

## Демографија
По попису из 2010. године број становника је 11.071, што је 363 (-3,2%) становника мање него 2000. године.
| Група             | 2000.          | 2010.          |
| Белци             | 10.816 (94,6%) | 10.173 (91,9%) |
| Афроамериканци    | 101 (0,9%)     | 164 (1,5%)     |
| Азијати           | 204 (1,8%)     | 241 (2,2%)     |
| Хиспаноамериканци | 203 (1,8%)     | 323 (2,9%)     |
| Укупно            | 11.434         | 11.071         |